# Dopage des chevaux

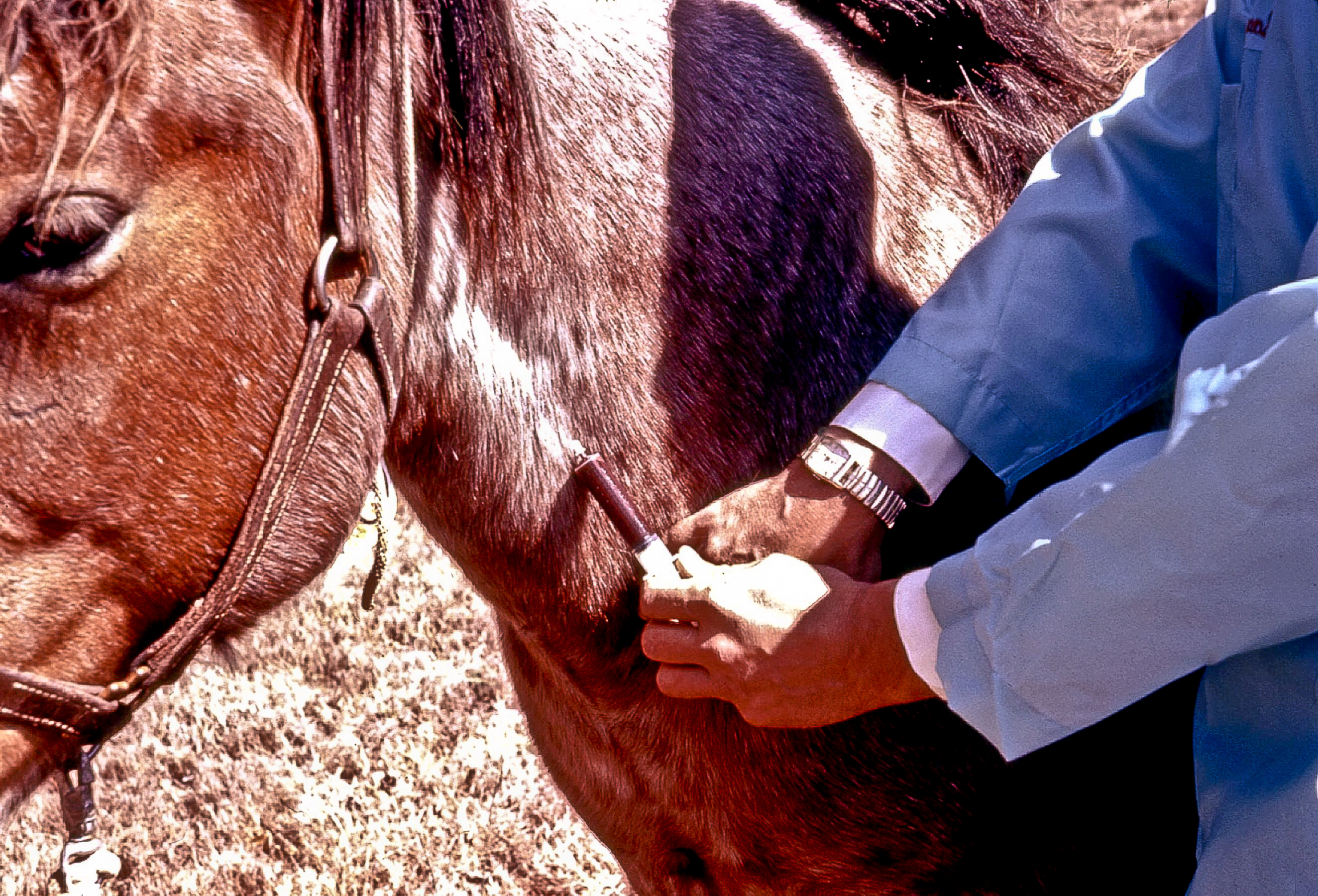
Prélèvement du sang d'un cheval, préalable possible à un contrôle antidopage.

Le dopage des chevaux est l'acte de dopage commis par des êtres humains au détriment de chevaux sportifs, dans l'objectif d'améliorer leurs performances dans les sports équestres et les sports hippiques. Ce dopage peut être volontaire ou involontaire.

## Définition
Originellement, le mot « dopage » provient de l'usage, en sport hippique, d'un mélange d'opium destiné à « to dope » les chevaux ; le mot doping apparaît pour la première fois en 1889 dans l′English dictionnary. L'expression arrive ensuite en 1900 dans le Turf anglais, pour désigner le dopage illégal des chevaux de course. 
Le dopage d'un cheval peut être volontaire (administration d'une substance dopante en connaissance de cause), ou involontaire (contamination alimentaire, oubli d'un délai d'élimination de produit de soin vétérinaire...). D'après l'Institut français du cheval et de l'équitation, environ deux tiers des cas de dopage sont involontaires, résultant surtout de méconnaissances des substances interdites (par exemple, la caféine).
Pour Jean-Baptiste Jeangène Vilmer, le dopage d'un cheval devrait être re-qualifié en empoisonnement pour mieux souligner le non-consentement de l'animal, contrairement au dopage des sportifs humains.

### Types de dopages

#### Dopage mécanique
Le milieu du saut d'obstacles est touché par une forme de dopage mécanique, à travers le serrage excessif des guêtres postérieures,. Cet équipement est supposé protéger les membres postérieurs du cheval. Il entraîne une gêne au niveau du tendon s'il est placé d'une certaine manière, forçant le cheval à lever plus haut ses membres postérieurs au passage des obstacles sous l'effet du cisaillement des tendons,.
Ce dopage mécanique a été dénoncé par des vétérinaires, qui estiment qu'il « détruit des chevaux ».

## Législations
C'est la Fédération équestre internationale (FEI) qui publie et tient à jour la liste des produits dopants interdits dans les sports équestres.
En France, le dopage de chevaux est considéré comme un délit, passible de prison.

## Réactions institutionnelles
D'après une enquête du quotidien Le Monde en 2022, le souhait « d'assainir » le milieu du sport hippique se heurte à une forme d'« inertie ». En 2014, Frédéric Cottier a tenté d'interdire l'usage des guêtres postérieures en saut d'obstacles, sans succès. La journaliste Liliane Trévisan, dans son article pour L'Équipe en 2018,  estime que « depuis des années que le problème a été soulevé, la FEI n'a pas montré beaucoup de diligence à y mettre fin ».

## Affaires
En avril 2018, le cavalier colombien Carlos Enrique Lopez Lizarazo est accusé de dopage mécanique sur son cheval, le hongre Admara 2, lors de la finale de la Coupe du monde de saut d'obstacles 2017-2018 à Paris,.
En juin 2020, le cavalier d'endurance émirati Sheikh Abdul Aziz bin Faisal al Qasimi est condamné à une peine record de vingt ans de suspension, après avoir dopé son cheval Castlebar Contraband avec un produit bloquant ses fonctions nerveuses, ce qui a conduit l'animal à mourir de multiples fractures de fatigue.
Le 7 décembre 2021, une filière alsacienne de dopage équin dans le sport hippique est démantelée, après 15 interpellations.
En mars 2022, au terme de plus d'un an d'enquête policière, une vingtaine de personnes (26 selon Le Figaro) sont interpellées en France (Bordeaux), en Espagne et en Italie, pour avoir permis le dopage de chevaux de course en bande organisée, avec usurpation de la profession de vétérinaire. Parmi les personnes interpellées figurent des entraîneurs, des vétérinaires, des pharmaciens, et leur entourage. Parmi les interpellés pour une garde à vue figurent les entraîneurs Yannick Alain Briand, Junior Guelpa et David Cottin.
La famille Rossi a notamment été mise en cause en décembre 2021, grâce à des écoutes téléphoniques.

## Conséquences
Aux États-Unis, le dopage est vraisemblablement une cause majeure du recul de popularité du sport hippique, le public étant préoccupé par le bien-être des chevaux.